# Mattias Protzmann
Mattias Protzmann (* 4. Dezember 1973 in Stockholm) ist ein deutscher Internet-Unternehmer. Er ist als Gründer und Business Angel an mehreren Unternehmen beteiligt und berät Konzerne bei der Integration von Künstlicher Intelligenz.

## Leben
Mattias Protzmann wuchs in Hamburg auf. Nach einem abgebrochenen Studium der Germanistik und Psychologie volontierte er ab 1996 beim Spiegel-Verlag, wo er als Nachrichten-Redakteur für Spiegel TV und als Autor für TV-Dokumentationen arbeitete. Nach weiteren Stationen bei Axel Springer gründete Protzmann 2000 den IT-Dienstleister Getanet.

## Werdegang
Getanet war als IT-Dienstleister deutscher Konzerne wie der Deutschen Telekom und Axel Springer tätig. Ab 2006 spezialisierte sich die Hamburger Firma auf Big Data und Datenanalyse. 2013 beteiligte sich die Berliner Agentur Kircher-Burkhardt an Getanet und gemeinsam wurde das Unternehmen COPE gegründet. 2014 entstand unter Führung von Hubert Burda Media aus COPE und Kircher-Burkhardt der Content-Marketing-Anbieter C3.
2007 gründete Protzmann mit vier Geschäftsfreunden den Statistik-Dienstleister Statista. Das Unternehmen wurde 2016 an Ströer Media verkauft und ist heute die weltweit größte Plattform für Business-Daten.
2010 gründete Protzmann in Hamburg mit zwei Partnern den Content-Marketing Spezialisten Content Fleet. Das Unternehmen ist spezialisiert auf die Erstellung von Content für Konzerne und große Marken. 2015 ging das Unternehmen ebenfalls an Ströer. Content Fleet fusionierte 2019 mit seinem Wettbewerber Testroom. Nach dem Verkauf von Content Fleet an Ströer wurde Protzmann dort Chief Digital Officer, zuständig für die Digitalisierungsstrategie.
2016 gründete Protzmann den Daten-Spezialisten ONZU. Nach zwei Jahren erwarb die Hamburger Agentur Jung von Matt die Mehrheit an dem Unternehmen, das seitdem Jung von Matt/Flow heißt.
Nach dem Verkauf von ONZU gehörte Protzmann zwei Jahre dem Partnerkreis von Jung von Matt an, um sich dann wiederum eigenen Projekten zuzuwenden. Er startete eine Kooperation mit der Business School WHU und tritt seitdem dort immer wieder als Dozent auf.
2022 gründete Protzmann mit dem KI-Startup Blockbrain sein nächstes Unternehmen. Blockbrain konzentriert sich auf die Integration von künstlicher Intelligenz in Firmen, mit dem Ziel, mehr Effizienz in Arbeitsabläufen zu erreichen. Außerdem wird bei der entstehenden Transformation ein umfangreiches Wissensmanagement integriert. Seit 2024 ist unter anderem der Venture Arm des Cybersecurity Spezialisten Giesecke+Devrient an dem in Stuttgart gegründeten Unternehmen beteiligt.